# Lethus nicaraguae
Lethus nicaraguae är en insektsart som beskrevs av Marius Descamps 1974. Lethus nicaraguae ingår i släktet Lethus och familjen Episactidae. Inga underarter finns listade i Catalogue of Life.